# Junrey Balawing
Junrey Balawing (Sindangan, 1993. június 12. – Zamboanga del Norte, 2020. július 28.) a világ legalacsonyabb férfija 2011 júniusa és 2012 februárja között.

## Élete
Junrey Balawing 2011. június 12-én töltötte be a 18. életévét, aznap nyilvánították a legalacsonyabb férfinak a világon, mindössze 59,93 centiméterrel. Az előző élő csúcstartó Khagendra Megar volt 67,05 centiméterrel, de a történelem során a legalacsonyabb az indiai Gul Mohammed volt 57 cm magassággal, ő 1997. október 1-jén hunyt el.
Junrey Balawing nehezen tudott járni és nem tudott sokáig megállni a lábán. 2012 februárjában a nepáli Chandra Bahadur Dangi megdöntötte a rekordját, ő 54,6 cm magassággal lett a valaha élt legalacsonyabb férfi a világon, megdöntve Gul Mohammed rekordját is.

## Családja
- Édesapja: Reynaldo Balawing[2][3][4] kovács
- Édesanyja: Concepcion Balawing[2][3][4]